# Benoitia lepida
Benoitia lepida là một loài nhện trong họ Agelenidae.
Loài này thuộc chi Benoitia. Benoitia lepida được Octavius Pickard-Cambridge miêu tả năm 1876.